# Виж
Виж — службова особа у Великому князівстві Литовському, судовий урядовець нижчого рангу. Виконував допоміжні функції у старостинському і воєводському судах. За дорученням суду в. здійснював попереднє слідство, проводив «обдукції» з метою з'ясування заподіяних потерпілим фізичних ушкоджень і матеріальних збитків; встановлював та опитував свідків; збирав матеріальні докази злочину. До компетенції в. входило стягнення суд. штрафу — вини. У 1-й пол. 16 ст. В. брав участь у роботі копного суду як один із суддів. Вижі призначалися старостами або іншими представниками місцевої влади. Після литовського сейму 1551 у Вільно (нині Вільнюс) в. — виборна посада, що затверджувалася на шляхетських сеймиках.